# Stadtbibliothek Leverkusen

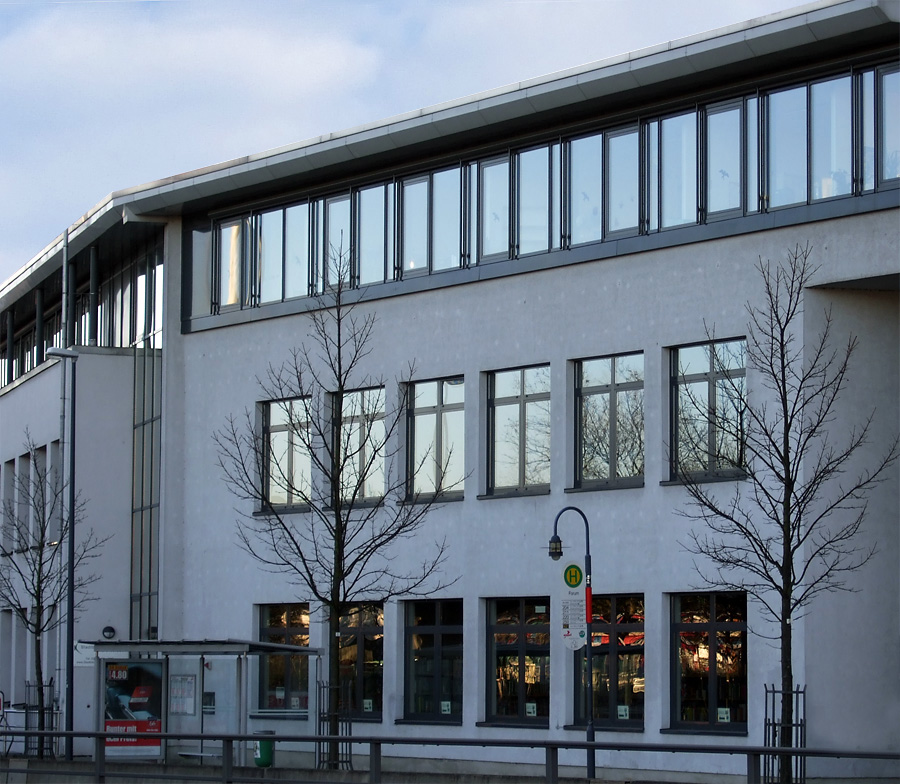
Gebäude der Stadtbibliothek Leverkusen

Die Stadtbibliothek Leverkusen besteht aus der Hauptstelle in Wiesdorf und den Zweigstellen in Opladen, Schlebusch und Steinbüchel. Zur Hauptstelle gehören die Videothek als Abteilung für audiovisuelle Medien und die Kinder- und Jugendbibliothek.

## Geschichte

### Geschichte vor dem Zweiten Weltkrieg
Die Ursprünge der Stadtbibliothek Leverkusen gründen in der so genannten „Volksbücherei“, die 1910 im Schulhaus an der Hauptstraße in der damaligen Gemeinde Wiesdorf untergebracht war. Da sich die Gemeinden Bürrig und Wiesdorf am 1. April 1920 unter dem Namen Wiesdorf vereinigt hatten und Wiesdorf am 12. Februar 1921 die Stadtrechte verliehen bekam, wurden in dem Zuge der Zusammenlegung der Gemeinden auch die Bibliotheken in den frühen 1920er Jahren zusammengelegt. Im Jahr 1925 wird in Leverkusen erstmals eine „Stadtbibliothek“ genannt. Die Stadtbibliothek wurde zu dieser Zeit noch ehrenamtlich von Lehrer Anton Lütter betreut, der allerdings nur die Medien auswählen durfte, über ihre tatsächliche Anschaffung musste der Bücherei-Ausschuss entscheiden. In den damaligen Vororten Küppersteg und Manfort existierten noch kleine Zweigstellen. 1926 sah man in der Stadtbibliothek noch „[…] eine[s] der besten Mittel zur Bekämpfung von Schmutz und Schund in der Literatur.“ Die Stadtbibliothek wurde 1933 gründlich von marxistischen und religionsfeindlichen Büchern gesäubert und dafür stellte die Kreisverwaltung 42 Bände im Werte von 126 Reichsmark unentgeltlich zur Verfügung, um den Bestand der Bücher auf Werte nationalsozialistischen Gedankengutes auszudehnen. 1939 belegt eine Werbung aus der Rheinischen Landeszeitung der inzwischen wieder in Volksbücherei umgetauften Stadtbibliothek: „Die Volksbücherei ein Kraftquell aller Schaffenden, stärkt im Kriege die Festigkeit und Schlagkraft der inneren Front.“

### Geschichte nach dem Zweiten Weltkrieg
1946 zählte die Stadtbibliothek 16.000 Bände und der Ausleihbetrieb wurde am 1. April 1946 wieder aufgenommen. Nach einigen Umzügen bezog die Stadtbibliothek am 29. Juli 1957 ihre neue Bleibe in der Doktorsburg in Wiesdorf. Die Stadtbibliothek wurde im Oktober 1965 zu Freihandbibliothek nach amerikanischem Vorbild umgestaltet und bekam auch eine eigene Jugendbücherei. Nach massiven Platzproblemen wurde die Stadtbibliothek 1972 in die ehemalige Sparkassenhalle verlegt, die baulich in das Stadthaus integriert wurde. In den 1970ern erreichte die Bibliothek auch ihre höchste Blütezeit mit ca. 620 000 Ausleihen (1975). Da die Bibliothek auch in ihrem neuen Gebäude dringenden Erweiterungsbedarf hatte, wurde im November 1998 der Neubautrakt eröffnet, im 1. Juli 2002 folgte als zweiter Bauabschnitt die Umgestaltung der Räumlichkeiten im Altbau neben dem Stadthaus. Im Jahr 2010 wurde die Stadtbibliothek räumlich in das neu gebaute Einkaufszentrum "Rathaus-Galerie" integriert.

## Zweigstellen heute
Aufgrund der sich im Laufe der Jahre verschlechternden städtischen Finanzlage sind heute lediglich drei Zweigstellen erhalten geblieben. Die Zweigstelle Schlebusch ist seit August 2008 eine kombinierte Schul- und Stadtteilbibliothek, die von einer Bibliothekarin fachlich geleitet wird. Die Bibliothekarin wird von ehrenamtlichen Mitarbeiterinnen und Mitarbeitern vom Schulverein des Freiherr-vom-Stein-Gymnasiums unterstützt. Die Zweigstelle Opladen wird seit Mitte Januar 2009 ebenfalls als kombinierte Schul- und Stadtteilbibliothek betrieben.
Die Zweigstelle in Hitdorf wurde bereits seit 1994 ehrenamtlich betreut und 2015 geschlossen.
Die Zweigstelle in Steinbüchel wird seit 1998 hauptsächlich von den Ehrenamtlern des Fördervereins Bücherei Steinbüchel e.V. betrieben und von einer Mitarbeiterin der Stadtbibliothek fachlich unterstützt.

## Bestand und Dienstleistungen

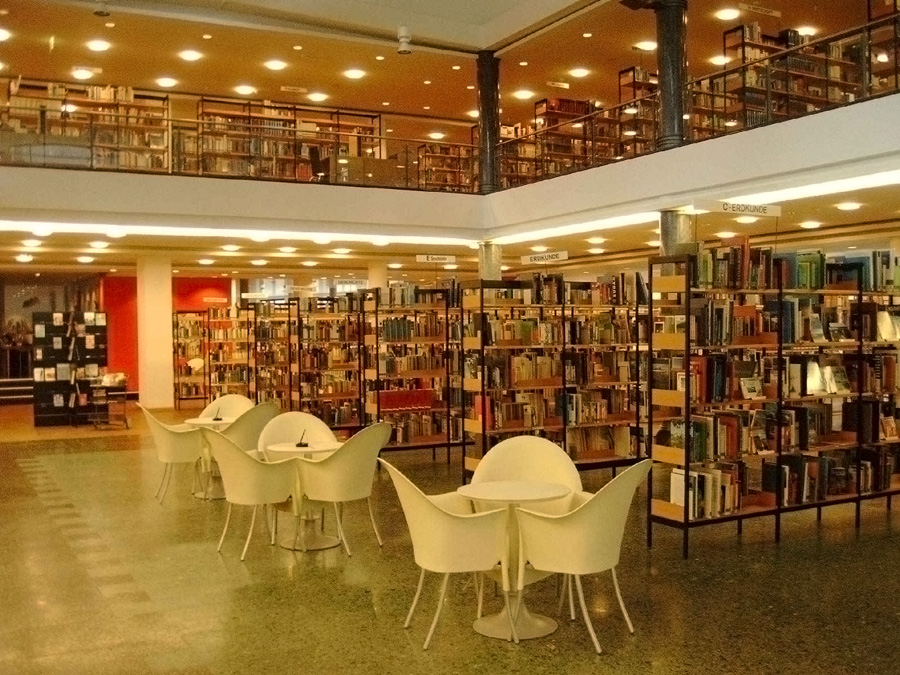
Lesesaal der Stadtbibliothek Leverkusen

### Medienbestand
- 63.000 Sach- und Fachbücher
- 27.000 Romane
- 23.500 Kinder- und Jugendbücher
- insg. 188 laufende Zeitungs- und Zeitschriftenabonnements
- über 950 CD-ROMs, DVD-ROMs und Lernprogramme
- ca. 11.400 CDs und DVDs
- 400 Spiele
- seit Herbst 2008 Konsolenspiele

### Besonderer Bestand
Von 1971 bis 2000 beteiligte sich die Stadtbibliothek Leverkusen mit dem Sondersammelgebiet Psychologie am Sondersammelgebietsprogramm der Großstadtbibliotheken Nordrhein-Westfalens gefördert vom Land NRW. Ziel dieses Sondersammelgebietsprogramms ist die kooperative Sammlung der deutschen monographischen wissenschaftlichen Literatur aus der laufenden Produktion der Verlage.

### Kataloge und Internetangebote
- Online-Katalog – Recherche im gesamten Medienangebot der Stadtbibliothek, Vorbestellung entliehener Medien und Verlängerungen
- Vier öffentliche Internet-Plätze mit Drucker
- Ein PC mit OpenOffice-Programmen und Drucker

### Allgemeine Serviceleistungen
- Führungen für Erwachsene
- Leihverkehr
- Teilnahme am Projekt Deutsche Internetbibliothek
- Veranstaltungen zu literarischen und aktuellen Themen für Erwachsene und Kinder

### Dienstleistungen für Schulen und Kindergärten
- Führungen für Kindergärten, alle Schularten und Klassenstufen
- Lernhilfen für alle Fächer sowie umfangreiche Materialien zur Prüfungsvorbereitung für Haupt-, Realschulabschluss sowie Abitur
- Medienkoffer für Schulen

### Bildungspartner NRW – Bibliothek und Schule
Die Stadtbibliothek Leverkusen nimmt seit dem 25. März 2006 an der Landesinitiative Bildungspartner NRW – Bibliothek und Schule koordiniert von der Medienberatung NRW teil.
Die Initiative soll öffentliche Bibliotheken dazu motivieren, sich den Schulen ihres Einzugsbereichs als Bildungspartner anzubieten, und möchte Schulen dabei helfen, den außerschulischen Bildungspartner Bibliothek in ihr Medienkonzept zu integrieren, um eine lebendige Zusammenarbeit zu gestalten. Vor Ort sollen so die Bildungschancen von Kindern und Jugendlichen durch erprobte Kooperationsformen systematisch weiter verbessert werden.
Im Rahmen dieser Initiative wurde, unterstützt durch Fördermittel des Landes NRW, im Herbst 2006 ein Schülercenter in der Hauptstelle der Stadtbibliothek eingerichtet.

### Besondere Veranstaltungen
- Lesen verleiht Flügel – Vorlese- und Mitmachstunden mit ehrenamtlichen Vorlesepaten für Kinder
- SommerLeseClub (SLC) für Jugendliche von 10 bis 16 Jahren
- Teilnahme am Kindersoftwarepreis TOMMI seit 2008[9]
- Mitorganisation der alle zwei Jahre stattfindenden Leverkusener Buchwoche Lev liest (Koordination der schulischen Veranstaltungen + Eröffnungsveranstaltung)[10]